# 科尔德富特
科尔德富特（英語：Coldfoot）是位於美國阿拉斯加州育空-科尤庫克人口普查區的一個人口普查指定地區。根據2010年美國人口普查，該地共人口104人，而該地的面積約為95.90平方千米。

## 地理
科尔德富特的座標為67°15′05″N 150°10′34″W / 67.25139°N 150.17611°W，而該地的平均海拔高度為309米（即1014英尺）。